# Episodi di Peter Strohm (seconda stagione)
La seconda stagione della serie televisiva Peter Strohm è stata trasmessa in anteprima in Germania da ARD tra l'11 marzo 1991 e il 17 giugno 1991.
| nº | Titolo originale                     | Titolo italiano      | Prima TV Germania | Prima TV Italia |
| -- | ------------------------------------ | -------------------- | ----------------- | --------------- |
| 1  | Amateure sterben schnell             |                      | 11 marzo 1991     |                 |
| 2  | Die Erben                            | Eredi                | 18 marzo 1991     |                 |
| 3  | Fünfzig Millionen in kleinen Steinen | Frode bancaria       | 1º aprile 1991    |                 |
| 4  | Der Schulfreund                      |                      | 8 aprile 1991     |                 |
| 5  | Einsteins Tod                        | La morte di Einstein | 15 aprile 1991    |                 |
| 6  | Grenzfall                            |                      | 22 aprile 1991    |                 |
| 7  | Die Melancholie einer Blondine       |                      | 29 aprile 1991    |                 |
| 8  | Historische Unkosten                 |                      | 6 maggio 1991     |                 |
| 9  | Mann und Frau                        |                      | 13 maggio 1991    |                 |
| 10 | Thunderbird                          |                      | 27 maggio 1991    |                 |
| 11 | Roulette                             |                      | 3 giugno 1991     |                 |
| 12 | Freunde zahlen nie (Teil 1)          |                      | 10 giugno 1991    |                 |
| 13 | Freunde zahlen nie (Teil 2)          |                      | 17 giugno 1991    |                 |